# Ixothraupis
Az Ixothraupis  a madarak osztályának verébalakúak (Passeriformes) rendjébe és a tangarafélék (Thraupidae) családjába tartozó nem. Egy molekuláris filogenetikai tanulmány 2014-ben megállapította, hogy Tangara nem  polifiletikus, ezért a fajok egy részét, áthelyezték más nemekbe, így hozták vissza az Ixothraupis nemet is.  Az áthelyezést, több szervezet még nem fogadta el.

## Rendszerezésük
A nemet Charles Lucien Jules Laurent Bonaparte francia ornitológus írta le 1760-ban, az alábbi fajok tartoznak ide:
- fűzöld tangara (Ixothraupis varia, vagy Tangara varia)
- Ixothraupis rufigula, vagy Tangara rufigula
- pettyes tangara (Ixothraupis punctata, vagy Tangara punctata)
- Ixothraupis guttata, vagy Tangara guttata
- Ixothraupis xanthogastra, vagy Tangara xanthogastra